# میکیتا ووچنکو

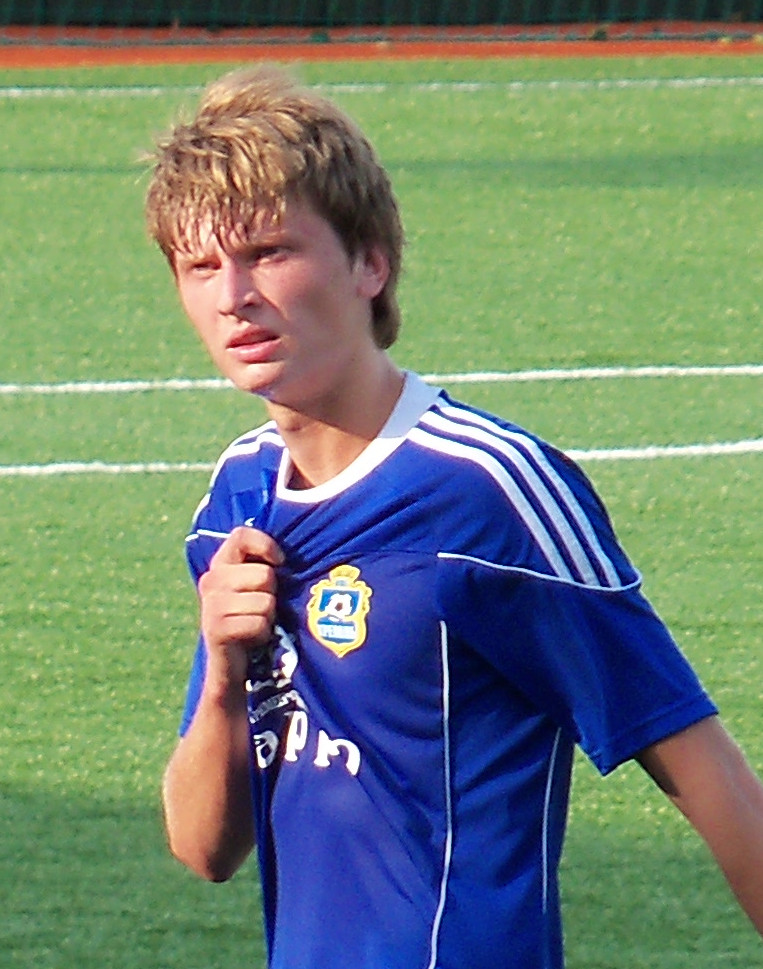
میکیتا ووچنکو - ۲۰۱۱

میکیتا ووچنکو (اوکراینی: Микита Ігорович Вовченко؛ زادهٔ ۲۱ اکتبر ۱۹۹۳) بازیکن فوتبال اهل اوکراین است.